# Trem ligeiro de Kryvy Rih
O trem ligeiro de Kryvy Rih é um sistema de trem ligeiro que serve a cidade ucraniana de Kryvy Rih.